# Bergbahn Lauterbrunnen–Mürren

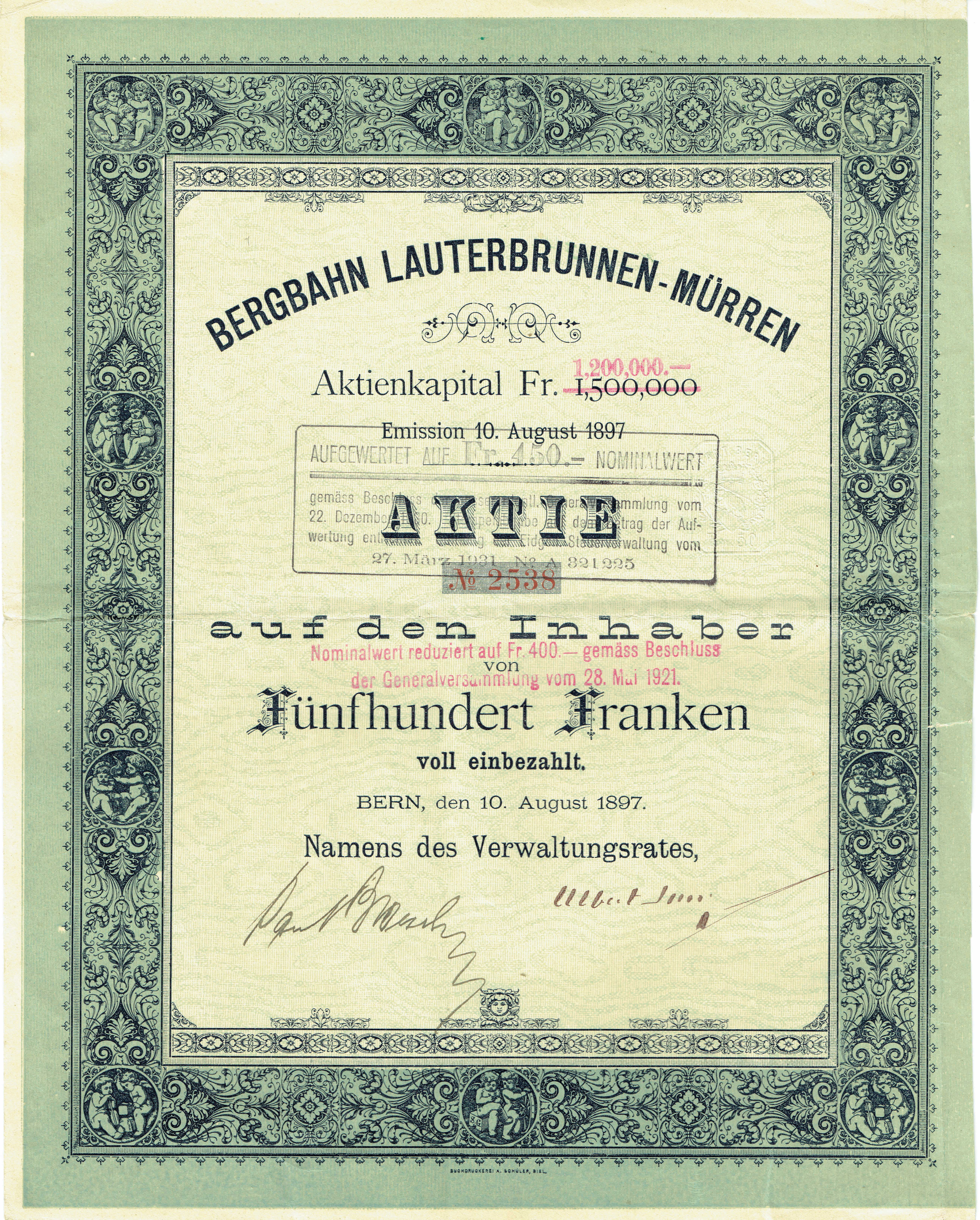
Aktie über 500 Franken der Bergbahn Lauterbrunnen-Mürren vom 10. August 1897

Die Bergbahn Lauterbrunnen–Mürren (BLM), auch Mürrenbahn, im Berner Oberland in der Schweiz verbindet die beiden Orte Lauterbrunnen (797 m ü. M.) und Mürren (1639 m ü. M.). Die Bahn wurde am 14. August 1891 eröffnet, seit 1910 ist auch der Winterbetrieb möglich. Die Bahn besteht aus einem Seilbahnabschnitt und einer meterspurigen Adhäsionsbahn, die in der Station Grütschalp (1487 m ü. M.) miteinander verbunden sind. Tagsüber verkehrt die BLM halbstündlich mit Anschluss zu den Zügen der Berner Oberland-Bahnen (BOB) in Lauterbrunnen. Während der Winter- und der Sommersaison fährt die BLM zur touristischen Hauptverkehrszeit viertelstündlich.
Die BLM gehört mehrheitlich der 1994 gegründeten Jungfraubahn Holding (JBH) und wird wie ihre Schwesterbahnen durch die Jungfraubahnen Management AG in einer Betriebsgemeinschaft zwischen Berner Oberland-Bahnen (BOB) und den Konzerngesellschaften der Jungfraubahn Holding geführt.

## Lauterbrunnen–Grütschalp

### Standseilbahn
| Ehemalige Standseilbahn Lauterbrunnen–Grütschalp |                                           |                                           |
| Streckendaten                                    |                                           |                                           |
| Streckenlänge                                    | Streckenlänge                             | 1,42 km                                   |
| Spurweite                                        | Spurweite                                 | 1000 mm                                   |
| Antriebssystem                                   | Ballast (Wasser) (1891) elektrisch (1902) | Ballast (Wasser) (1891) elektrisch (1902) |
| Zahnstange                                       | Riggenbach ausgebaut 1949                 | Riggenbach ausgebaut 1949                 |
| Stationen                                        |                                           |                                           |
| Lauterbrunnen                                    | 790 m ü. M.                               | 0,00 km                                   |
| Grütschalp                                       | 1486 m ü. M.                              | 1,42 km                                   |

Von Lauterbrunnen führte eine Standseilbahn mit einer maximalen Steigung von 60 Prozent bis zur Bergstation Grütschalp hinauf. Die Talstation Lauterbrunnen liegt direkt gegenüber dem Bahnhof der Berner Oberland-Bahnen (BOB) nach Interlaken und der Wengernalpbahn (WAB) auf die Kleine Scheidegg und nach Grindelwald.
Aufgrund der problematischen Lage der Standseilbahn in einem Rutschhang waren bereits wiederholt umfangreiche Sanierungsarbeiten notwendig, um die Trasse zu stabilisieren. An der aktivsten Rutschstelle im Hang hat sich der Bahnkörper seit seinem Bau mittlerweile seitlich um etwa zweieinhalb Meter und abwärts um gut drei Meter verschoben. Um eine künftige Gefährdung der Passagiere auszuschliessen, hatte das zuständige Bundesamt für Verkehr deswegen die Betriebsbewilligung für die Standseilbahn bis Mitte 2006 befristet.
Im Nachhinein hat sich herausgestellt, dass eine im Rutschgebiet verlaufende gebrochene Wasserleitung die Hangrutschungen beschleunigt hat.
Eine für Herbst 2005 anberaumte Stellungnahme der Kantonsregierung über das definitive Schicksal der Bahn blieb aus. Die Bergbahn Lauterbrunnen–Mürren und die Jungfraubahn Holding hatten sich derweil zugunsten einer Luftseilbahn Lauterbrunnen–Grütschalp entschieden und legten die Standseilbahn am 23. April 2006 zur Aufnahme der Arbeiten am Bau der Luftseilbahn endgültig still.

### Luftseilbahn

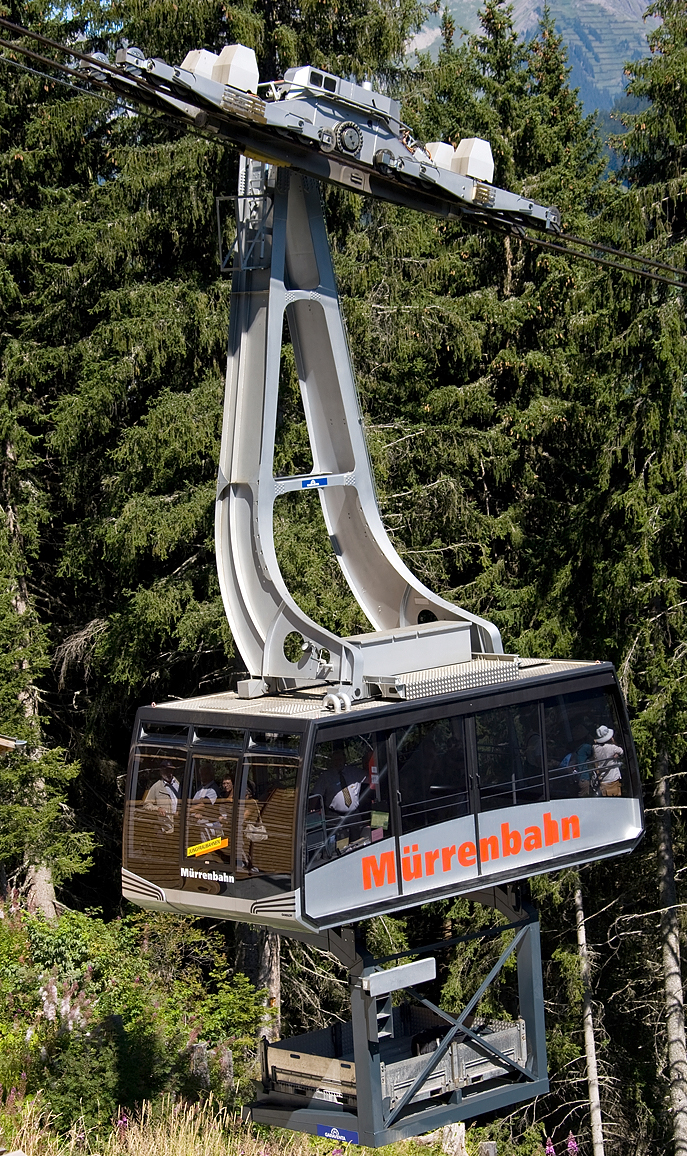
Luftseilbahn Lauterbrunnen – Grütschalp

Die Evaluation der BLM zusammen mit der Jungfraubahn Holding fiel zugunsten einer Luftseilbahn als Ersatz für die rutschbedrohte Standseilbahn aus. Der Vorteil dieser Lösung ist die Möglichkeit, die abrutschgefährdeten Teile des Hangs zu überspannen und die Masten an geologisch stabilen Stellen zu platzieren.
Im Laufe des Novembers 2005 reichte die BLM das Baugesuch an die Standortgemeinde Lauterbrunnen, das Finanzierungsgesuch an den Kanton Bern und das Konzessionsgesuch an das Bundesamt für Verkehr ein und veröffentlichte die Planungen am Jahresende. Die BLM begann im April 2006 mit dem Bau. Eingeweiht und in Betrieb genommen wurde diese dann am 16. Dezember 2006.
Da die Luftseilbahn in der Achse des Trassees der Standseilbahn verlaufen sollte und damit auch die bestehenden Endstationen übernahm, absolvierte die Standseilbahn am 23. April ihre letzten Fahrten und wurde danach stillgelegt. Während der Bauphase blieb die Luftseilbahn Stechelberg–Mürren–Schilthorn (LSMS) – kurz auch als Schilthornbahn bezeichnet – Mürrens einzige Verkehrsverbindung zum Rest der Schweiz. Die Grütschalp blieb als beliebter Ausgangsort für Wanderungen während der Sommermonate mit der Schmalspurbahn von Mürren her unter reduziertem Fahrplan erreichbar.
Die Luftseilbahn wurde als einspurige Windenpendelbahn mit einer Kabine realisiert. Ausgelegt ist die Kabine für 100 Personen, was einer Last von acht Tonnen entspricht, sowie sechs Tonnen Nutzlast für Güter. Das Gesamtgewicht unter voller Belastung beträgt damit inklusive Eigengewicht der Kabine rund 26 Tonnen. Mit dem für Mürren elementaren Güterumschlag wird im Regelbetrieb im 12-Minuten-Takt gefahren, was einer Kapazität von 500 Personen und 30 Tonnen Güter pro Stunde und Richtung entspricht. Ohne Güterumschlag wäre ein 10-Minuten-Takt mit 600 Personen pro Stunde möglich. Dies ist eine deutliche Steigerung gegenüber der Standseilbahn, die nur 320 Personen pro Stunde und Richtung befördern konnte. Sie übertrifft auch die Leistung der Schmalspurbahn, die nur 360 Personen pro Stunde befördern kann.
Die Kosten für das Projekt werden auf 23,4 Mio. CHF beziffert, wovon 2,9 Mio. auf den partiellen Rückbau der alten Standseilbahn entfallen. Aus eigenen Mitteln kann die BLM 3,5 Mio. CHF aufbringen und die Jungfraubahn Holding hat ihrerseits ein Darlehen von 4,2 Mio. CHF bewilligt. Die übrigen 15,7 Mio. CHF steuern voraussichtlich der Bund (4,3 Mio.) und der Kanton Bern (11,4 Mio.) in Form von bedingt rückzahlbaren Darlehen hinzu. Bei den Kosten für den Rückbau geht man davon aus, dass diese nicht zurückgezahlt werden müssen, sondern voll zu Lasten von Bund und Kanton gehen werden.

## Grütschalp–Mürren (Schmalspurbahn)
| Streckenkarte im Netz der Schmalspurbahnen der JBH |                         |                                                         |              |
| Streckennummer (BAV): | 313 (Grütschalp–Mürren) |                                                         |              |
| Fahrplanfeld: | 313                     |                                                         |              |
| Streckenlänge: | 4,27 km                 |                                                         |              |
| Spurweite: | 1000 mm (Meterspur)     |                                                         |              |
| Stromsystem: | 560 V =                 |                                                         |              |
| Maximale Neigung: | 60 ‰                    |                                                         |              |
| Minimaler Radius: | 50 m                    |                                                         |              |
| |                         |                                                         |              |
| Grütschalp–Mürren |                         |                                                         |              |
| \| \| 0,00 \| Grütschalp Anschluss zur Luftseilbahn von Lauterbrunnen \| 1487 m ü. M. \| \| \| \| \| \| \| \| 1,93 \| Winteregg \| 1578 m ü. M. \| \| \| \| \| \| \| \| 4,27 \| Mürren BLM \| 1639 m ü. M. \| \| \| \| Übergang (800 m) zur Schilthornbahn \| \| \| \| \| Schilthorn \| 2970 m ü. M. \| |                         |                                                         |              |
| Kopfbahnhof Streckenanfang | 0,00                    | Grütschalp Anschluss zur Luftseilbahn von Lauterbrunnen | 1487 m ü. M. |
| |                         |                                                         |              |
| Bahnhof | 1,93                    | Winteregg                                               | 1578 m ü. M. |
| Strecke |                         |                                                         |              |
| Kopfbahnhof Streckenende | 4,27                    | Mürren BLM                                              | 1639 m ü. M. |
| |                         | Übergang (800 m) zur Schilthornbahn                     |              |
| |                         | Schilthorn                                              | 2970 m ü. M. |

Von der Station Grütschalp führt eine gut vier Kilometer lange Schmalspurbahn mit einer Spurweite von einem Meter und einer maximalen Steigung von 50 ‰ bis Mürren. Die Strecke ist einspurig, die Station Winteregg (1578 m ü. M.), welche sich etwa an der Mitte der Strecke befindet, verfügt über ein Ausweichgleis.
Die Schmalspurbahn ist ein Inselbetrieb, weil sie keine Gleisverbindung zu den übrigen Bahnen des Berner Oberlands hat. Der Unterhalt des Rollmaterials wird vor Ort durchgeführt. Die dreigleisige Station Grütschalp verfügt hierfür über eine kleine Werkstätte. Das Rollmaterial, bestehend aus fünf Triebwagen, wird jeweils in der Station Grütschalp und dem zweigleisigen Bahnhof Mürren abgestellt.

### Rollmaterial

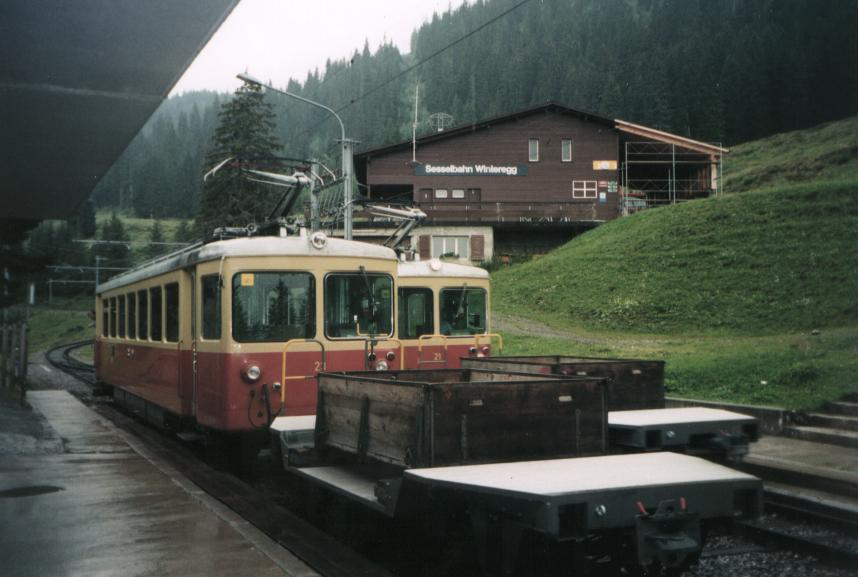
Station Winteregg (2005)

Aufgrund ihrer geringen Länge verfügte die BLM nie über einen grossen Fahrzeugpark. Die Bahn nahm 1891 als erst dritte elektrifizierte Bahn in der Schweiz den Betrieb auf. Anfangs standen drei zweiachsige Elektrolokomotiven Ge 2/2 1–3, zwei vierachsige Personenwagen, zwei zweiachsige Güterwagen und ein Rollwagen zur Verfügung. Die Lokomotiven wurden mit Gleichstrom betrieben, der von einem Rutenstromabnehmer aus einer Oberleitung mit einer Spannung von 525 Volt  bezogen wurde. Ein Zug bestand immer nur aus einer Lokomotive und einem Wagen, wobei die Lokomotive immer bergseitig vorgestellt war. Die Züge fuhren wie bei einer Standseilbahn von beiden Stationen gleichzeitig ab und kreuzten sich in der Winteregg. Zur Bedienung eines Zuges war ein Lokführer, ein Lokführergehilfe und ein Kondukteur notwendig. Der Gehilfe auf der Lokomotive hatte die Aufgabe, die beim Schalten der Anfahrwiderstände entstehenden Funken mit einem Blasebalg zu löschen. Der Betrieb war nicht zufriedenstellend, denn bei schlechten Schienenverhältnissen war die nur sieben Tonnen schwere Lokomotive nicht in der Lage, den vollen Personenwagen zu befördern. Die Personenwagen wurden von Drehgestellwagen auf Zweiachser umgebaut. Erst der Umbau der beiden Personenwagen zusammen mit je einer Lokomotive zu zwei Rowanzügen führte zu einem störungsfreien Betrieb.

Rollmaterial von 1891
Zug der BLM von 1891
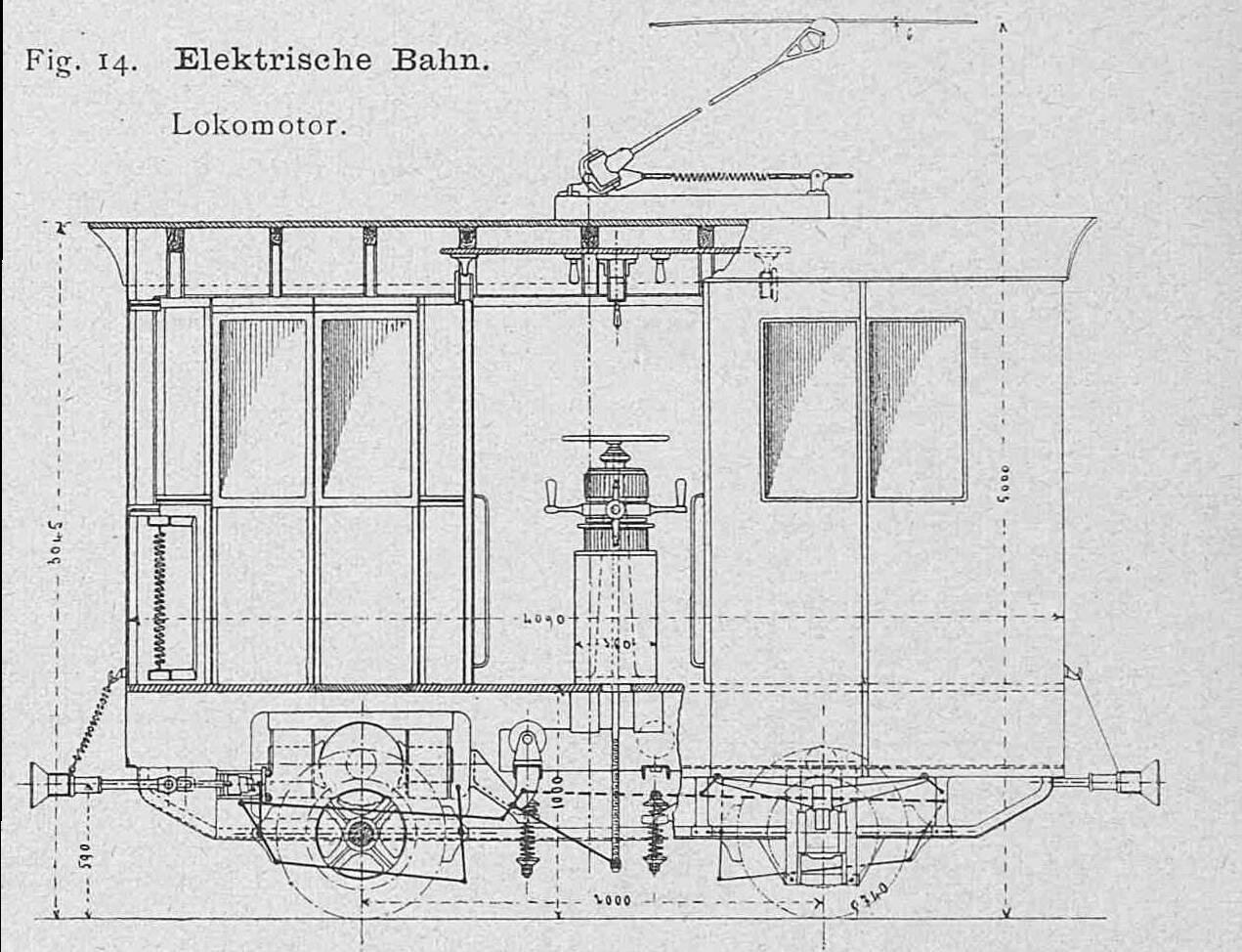
Lokomotive Ge 2/2 1–3
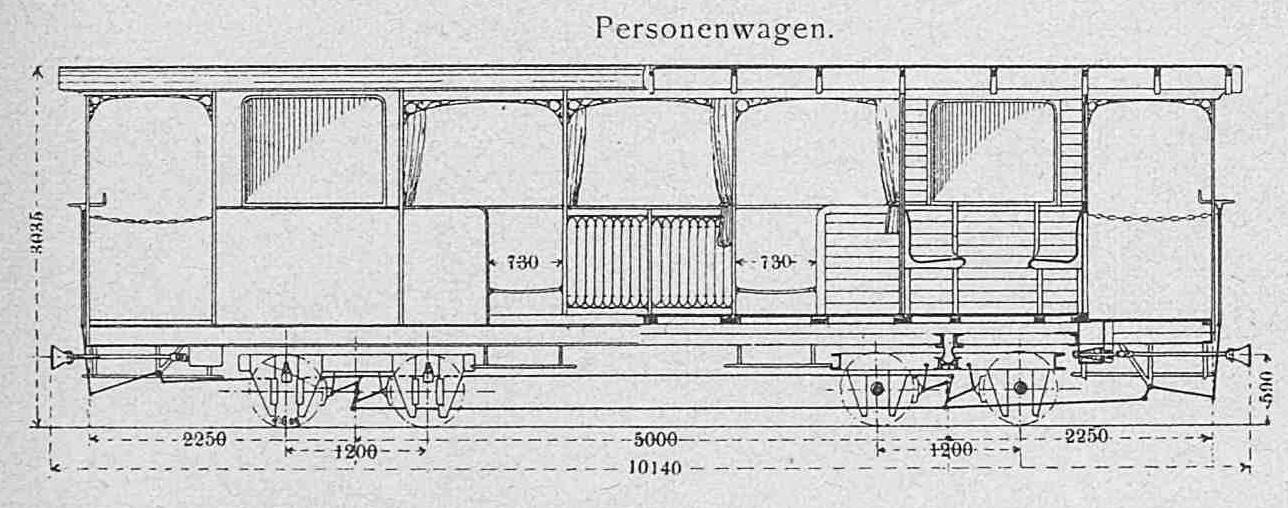
Vierachsiger Personenwagen von 1891
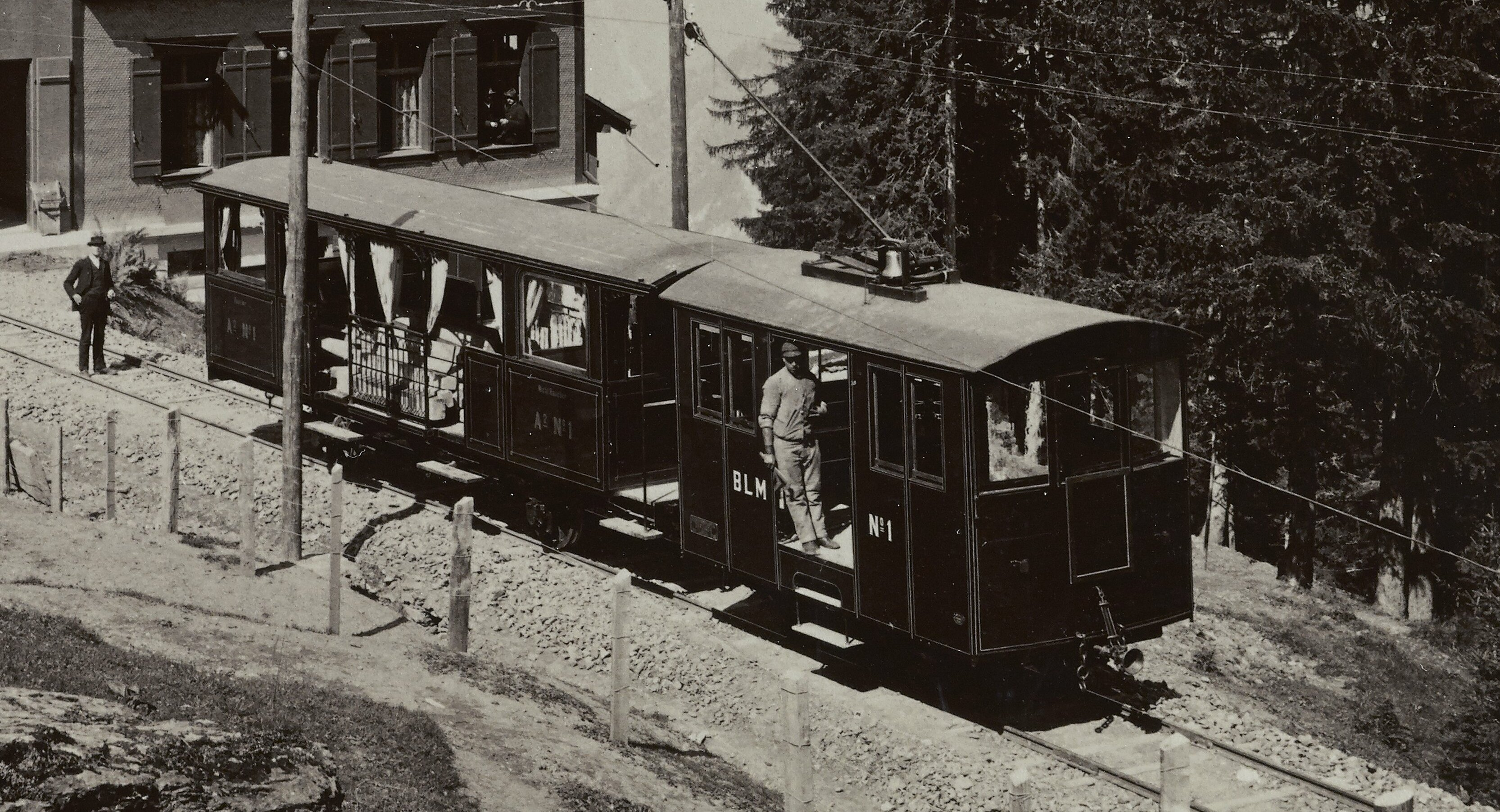
Lokomotive Nr. 1 mit auf zwei Achsen umgebautem Personenwagen

1913 ersetzten die zwei Triebwagen BDe 2/4 11 und 12 von SIG und MFO die Rowanzüge, von welchen einer als Reserve blieb, bis er 1923 von einer Lawine erfasst wurde. Als kurzfristiger Ersatz wurde die zweiachsige Dampflokomotive Eiger von den BOB übernommen.
1925 wurde der Triebwagen BDe 4/4 13 abgeliefert, der ebenfalls erneut von SIG und MFO gebaut wurde, sich aber von den beiden Vorgängern etwas unterschied. Der Triebwagen verunfallte 1964 und wurde daraufhin abgebrochen.
1967 wurden die drei Triebwagen Be 4/4 21 bis 23 in Betrieb genommen. Sie wurden von SIG, BBC und SAAS gebaut und verkehren immer noch im Streckendienst. Im selben Jahr der Ablieferung der neuen Triebwagen wurde von den alten Triebwagen die Nr. 12 abgebrochen, die Nr. 11 blieb als Reserve im Bestand. Sie war gelegentlich in der Nebensaison im Streckendienst zu beobachten und konnte aber auch für Sonderfahrten gebucht werden. 2024 wurde der Triebwagen ausrangiert und an das Verkehrshaus in Luzern abgegeben.
1997 wurden vier Niederflurwagen Nr. 13 bis 16 für den Gütertransport in Betrieb genommen. Sie werden an die Triebwagen auf Seite Grütschalp gekuppelt, haben eine Nutzlast von 6 t und transportieren den Grossteil der Güter zur Versorgung des autofreien Kurorts Mürren.
2010 wurde von der ASM der Be 4/4 102 (ex OJB 82, SWS und MFO 1966) erworben. Er wurde in der Werkstätte Zweilütschinen für den Einsatz auf der BLM angepasst und in der schneefreien Zeit mit einem Spezialtransporter der Seilbahn-Baufirma Von Rotz Seilbahnen AG über einen Forstweg von Isenfluh, dem letzten Ort an einer öffentlichen Strasse, nach Winteregg gebracht. Dieser Triebwagen wurde im Januar 2011 in Betrieb genommen und trägt die neue Nummer 31.
Für neue Triebwagen, die dem Behindertengleichstellungsgesetz genügen, werden 2021/22 die Stationen Winteregg und Grütschalp verlängert und ab 2022 die Station Mürren umgebaut. Drei Triebwagen Be 4/6 101–103 sollten von Stadler Rail bis September 2023 geliefert werden. Aufgrund der Verzögerung bei der Auslieferung des Rollmaterials erfolgt die Inbetriebnahme der gesamterneuerten Bergbahn im Juni 2024, statt im Dezember 2023. Mit einer parallel erfolgten Optimierung des Trasses soll die Höchstgeschwindigkeit von 30 km/h auf 50 km/h erhöht werden, so dass ein Zweizugbetrieb möglich ist.
Am 30. Oktober 2023 konnten die beiden Fahrzeugteile des 102 mit aufwändiger Arbeit von Lauterbrunnen nach Winteregg transportiert werden.
Am 13. und 14. Mai 2024 konnten die beiden Fahrzeugteile des 101 ähnlich aufwändig wie den ersten Zug auf die Winteregg transportiert werden. Gleichzeitig wurde der Be 4/4 22 abtransportiert, da keine Abstellkapazitäten vorhanden sind. Alle drei Be 4/4 sollen an den Verein Kohlebahnen in Meuselwitz abgegeben werden. Wagen 11 wird zukünftig im Verkehrshaus Luzern zu bewundern sein. Am 21. Oktober 2024 wurde mit dem Be 4/6 103 der letzte neue Triebwagen auf die Winteregg transportiert. Danach wurden die Be 4/4 21 und 23 abtransportiert und ebenfalls nach Meuselwitz überführt. Der Be 4/4 31 wurde vor Ort abgebrochen.

## Bilder

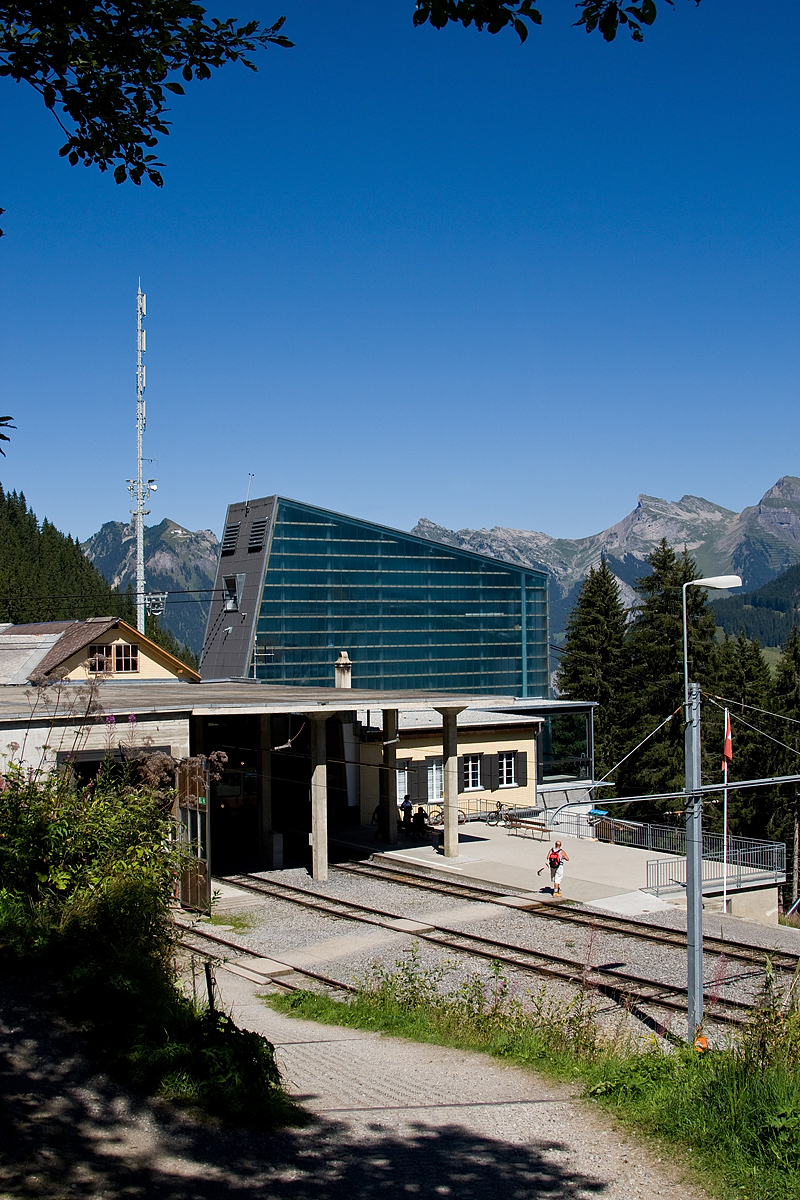
Bahnhof Grütschalp
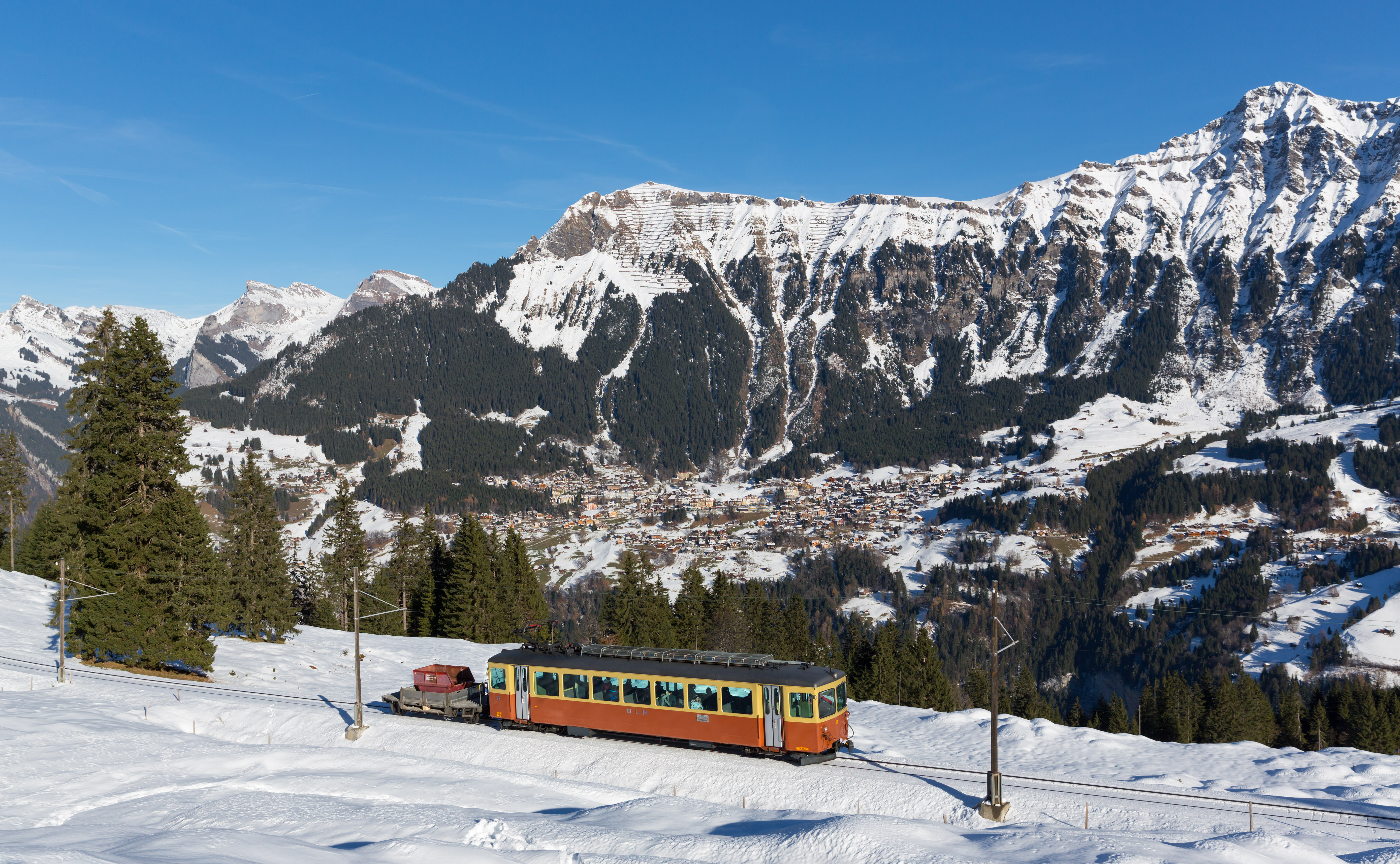
Blick auf Wengen zwischen Grütschalp und Winteregg
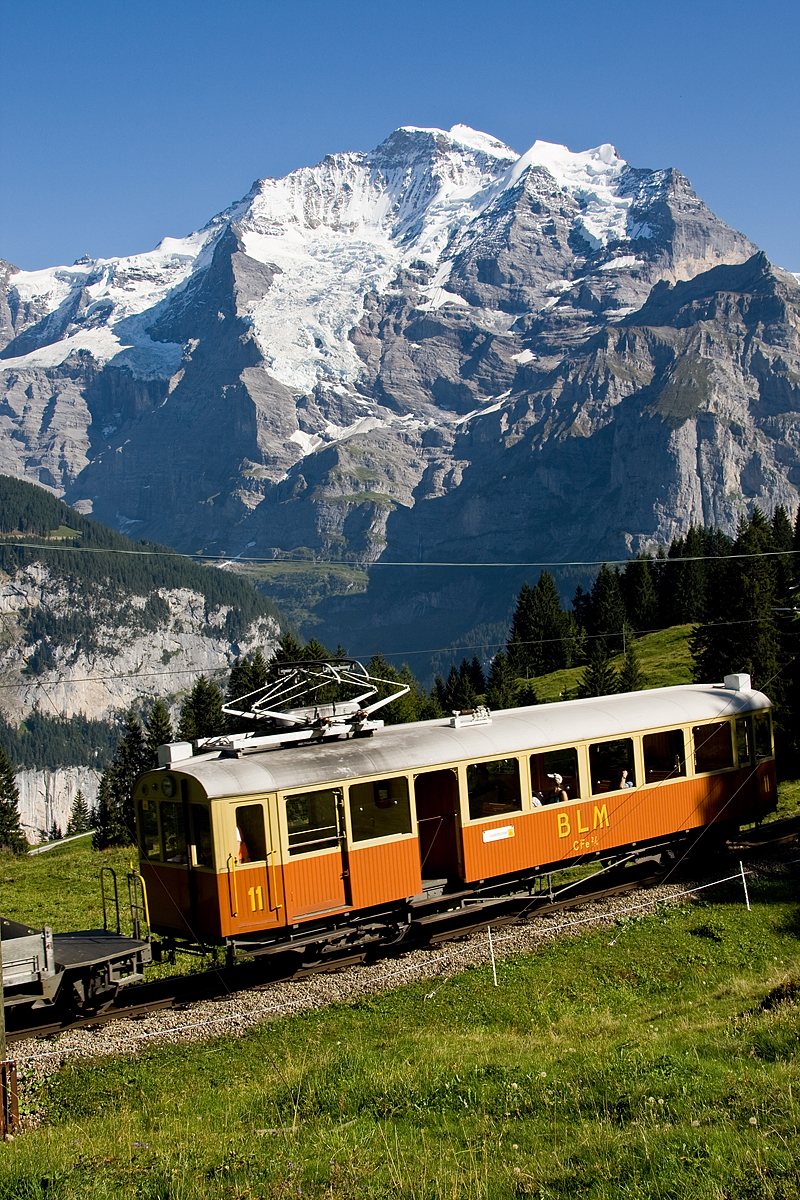
Historischer Triebwagen BDe 4/4 11 vor Jungfrau
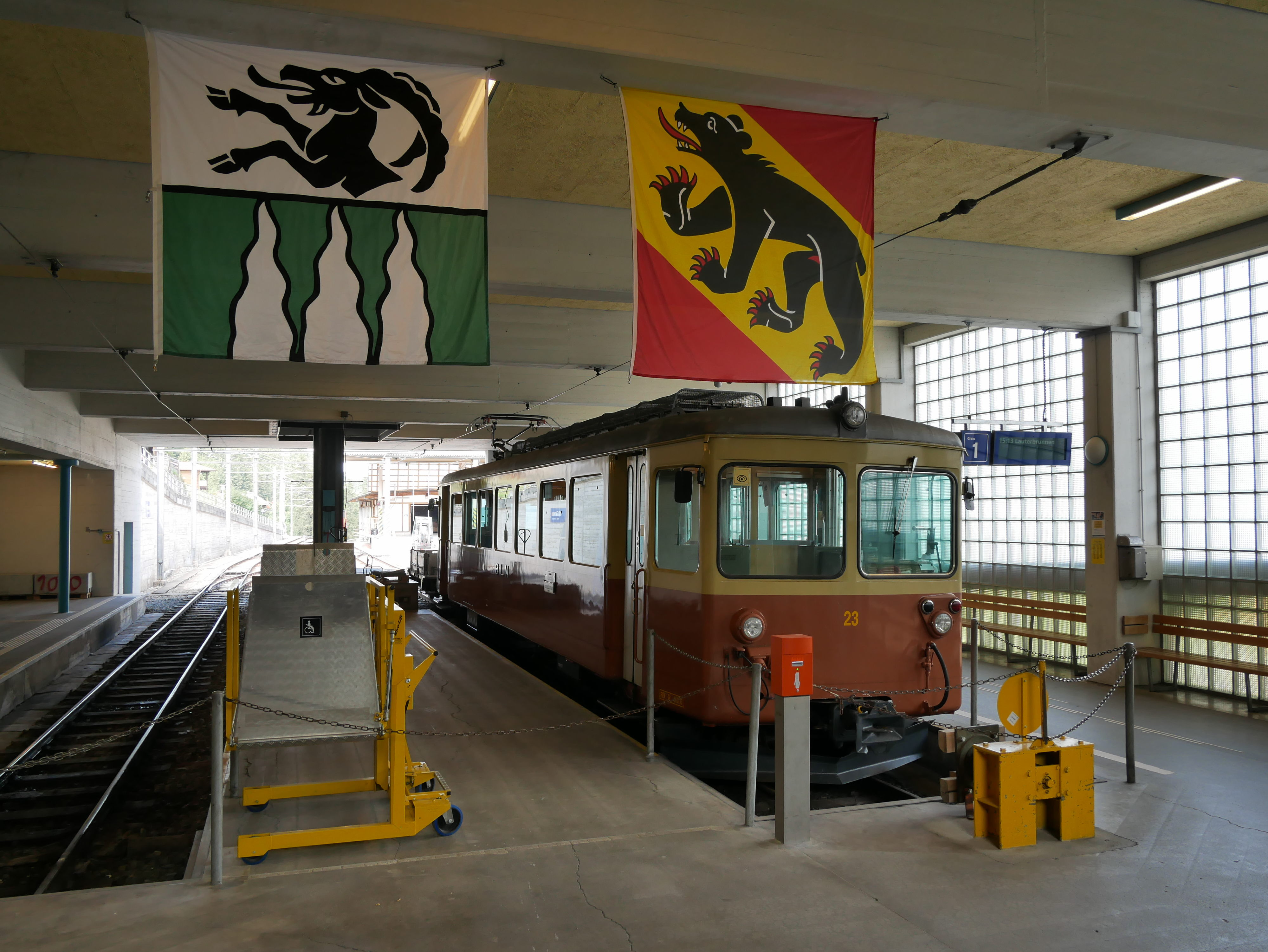
Triebwagen Be 4/4 23 im Bahnhof Mürren
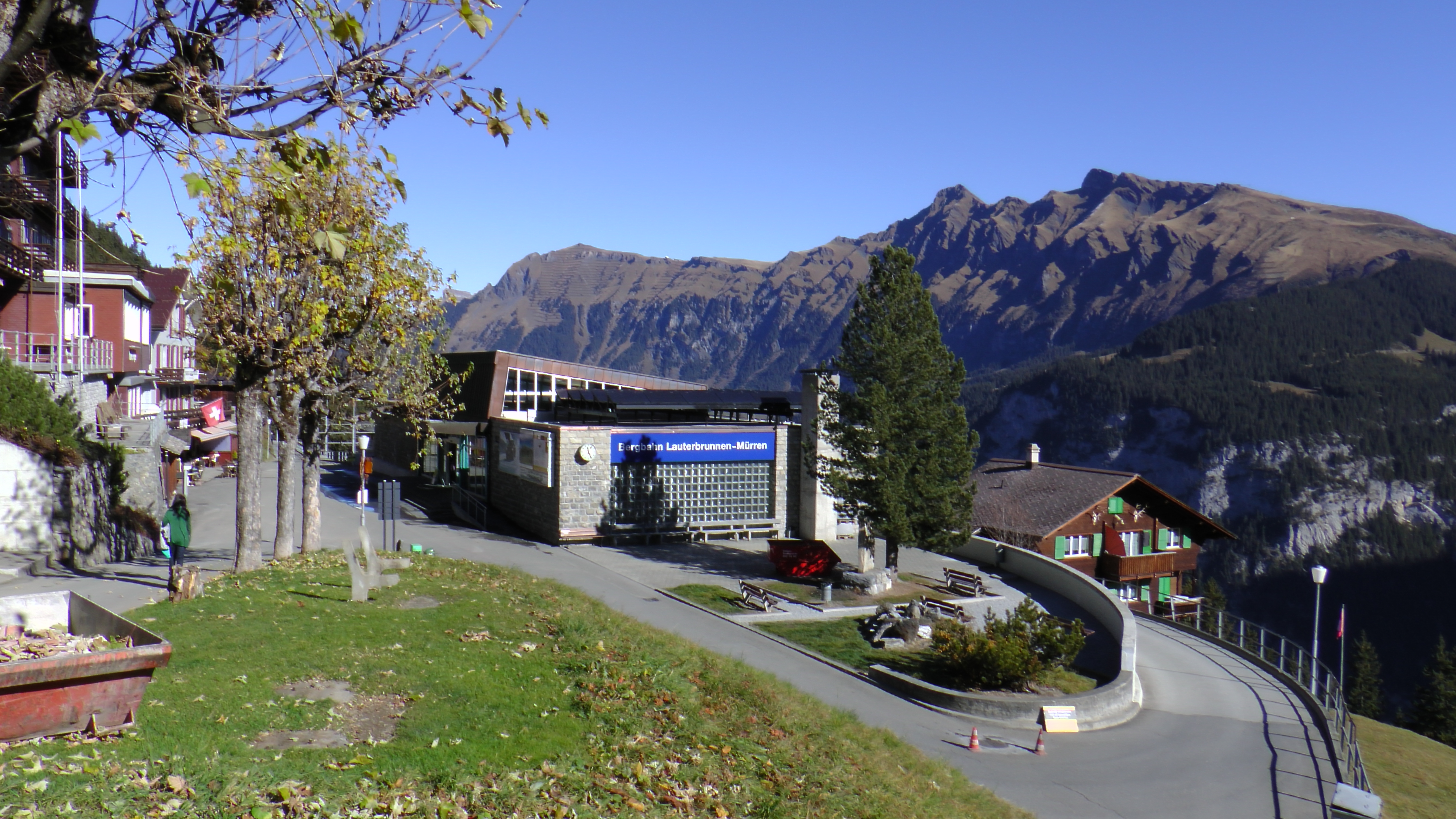
Endstation in Mürren (Strassenzugang Herbst 2015)
Bahnhof Mürren, Aufnahme von 1973
Triebwagen Be 4/4 23 im Bahnhof Mürren (Herbst 2024)